# Kim Possible: Graduation
'Kim Possible: Graduation; – trzeci film pełnometrażowy z serii Kim Kolwiek. Powstał w 2007 roku. W Polsce został wyemitowany w dwóch 21-minutowych częściach. Pierwsza została wyemitowana 14 lipca 2008 roku o 8:15, a druga następnego dnia o tej samej porze. Film kończący serię został wyemitowany przez Disney Channel jak zwykły odcinek różniący się od innych, jedynie tym, że jest 2 razy dłuższy. Disney Channel prawdopodobnie nie wyemitował go jako filmu, ponieważ czas przeznaczony na zwykły film na tym kanale to 90 minut, a Graduation ma jedynie 43 minuty. Poprzednie filmy pełnometrażowe to Kim Kolwiek: Było, jest i będzie (2003) i Kim Kolwiek: Szatański plan (2005). Polską wersję utworu „This is our year” śpiewa aktorka Marta Walesiak dubbingująca Bonnie.

## Fabuła
Dla Kim Kolwiek zbliża się koniec szkoły. Jej chłopak, Ross Rabiaka obawia się, że może to być koniec ich znajomości. W tym czasie kosmitka Warmonga (z odcinka „Buldogi i obcy”) w dzień ukończenia szkoły razem ze swym przyjacielem (także kosmitą) Warhokiem porywają Kim i doktora Drakkena chcąc zawładnąć Ziemią. Świat sam się nie uratuje przed okrutnymi kosmitami, a na Kim Kolwiek nie ma co liczyć, skoro została porwana. Ross postanawia wyręczyć dziewczynę (i jednocześnie ją uratować). Tymczasem Kim i Drakken siedzą na statku kosmitów. Rozmawiają o czymś zaciekle, aż nagle Kim zauważa kwiatka wyrastającego z szyi Drakkena. Jakimś cudem wydostaje się z pułapki i skacze prosto przed laser. Gdy Doktor myśli, że już po niej, Kim staje naprzeciwko niego. Okazuje się, że kwiatek bardzo pomógł w ratowaniu świata. Jednak już na ziemi Warhock i Warmonga łapią dwójkę młodych agentów, a Strzydze i Drakkenowi udaje się uciec. Warhock wyzywa Rossa do walki. Odrzuca Kim daleko od niego (w wyniku tego dziewczyna traci przytomność). Ross, widząc senseia wyzwala w sobie moc Małpiego Kung-Fu. Zabija Warmongę i Warhocka, tym samym ratując świat (znowu).